# Pasul Oberalp
Pasul Oberalp (în germană „Oberalppass”, în retoromană „Alpsu”) este o trecătoare din Elveția care leagă localitățile Sedrun (cantonul Graubünden) de Andermatt (cantonul Uri). Pasul are altitudinea de 2.044 m deasupra n.m. fiind traversat de Calea ferată Matterhorn-Gotthard, o linie de cale ferată alpină care are pe traseu cel mai lung tunel din Elveția. Pasul poate fi traversat vara și pe șoseaua 19. Nu departe de trecătoare se află lacul alpin Tomasee (lacul Toma) la altitudinea de 2.345 m deasupra n.m., el fiind considerat ca unul din izvoarele Rinului, mai exact al Rinului Anterior.